# St. Margaretha (Frauenberghausen)

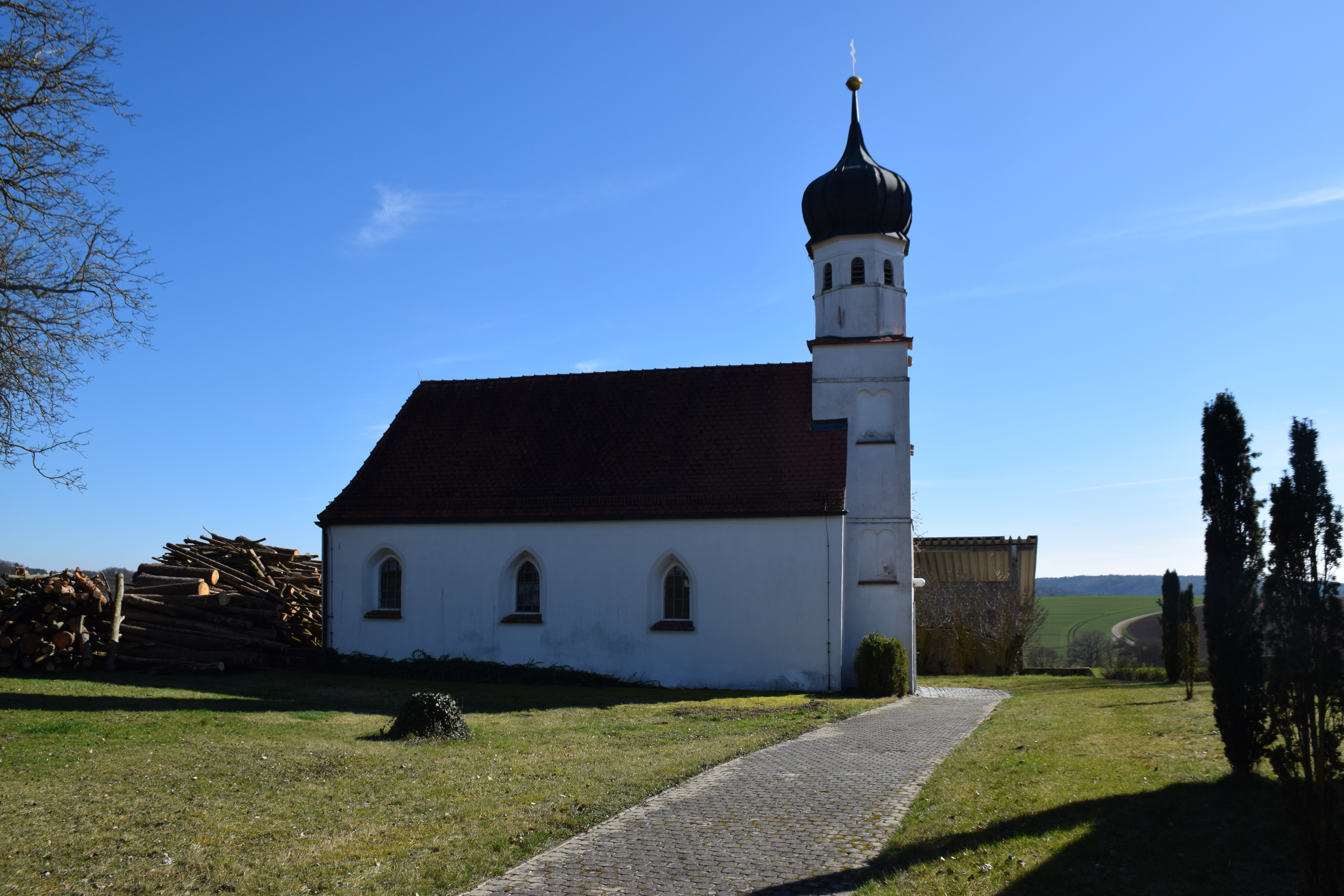
St. Margaretha in Frauenberghausen

Die römisch-katholische Filialkirche St. Margaretha steht in Frauenberghausen, einem Gemeindeteil der Stadt Riedenburg im niederbayerischen Landkreis Kelheim. Sie ist in der Liste der Baudenkmäler in Riedenburg unter der Nummer D-2-73-164-71 eingetragen. Die Kirche gehört zum Dekanat Kelheim im Bistum Regensburg.

## Beschreibung
Die Saalkirche wurde 1628 auf den Grundmauern des mittelalterlichen Vorgängerbaus errichtet. Sie besteht aus dem Langhaus, dem dreiseitig geschlossenen Chor im Osten, einer Sakristei an der Südwand des Chors und dem Kirchturm auf quadratischem Grundriss im Westen mit achteckigem Obergeschoss und einer Zwiebelhaube.